# Geel boomzonnetje
Geel boomzonnetje (Athallia cerinelloides) is een korstmos uit de familie Teloschistaceae. Het  leeft in symbiose met de alg Pseudotrebouxia.

## Determinatie
Het thallus is onduidelijk, grijs met zeer kleine, dichtopeenstaande citroengele apotheciën met grijzige rand. De ascus bevat acht ascosporen. Alleen met zekerheid te determineren na microscopische controle. 

### Gelijkende taxa
Geel boomzonnetje lijk op klein boomzonnetje (Athallia cerinelloides), die 12–16 sporen per ascus heeft.

## Ecologie
Geel boomzonnetje is een epifytische pioniersoort die voorkomt op gladde, eutrofe schors van loofbomen. Het gaat hoofdzakelijk om de takken van populier, vlier en es.

## Verspreiding
Het verspreidingsgebied van geel boomzonnetje strekt zich uit over het noordelijk halfrond (Eurazië). In Nederland is de soort zeer zeldzaam en staat op de Nederlandse Rode Lijst met als status 'verdwenen'.